# 呂運弘
呂 運弘（ヨ・ウンホン、朝鮮語: 여운홍、1891年9月1日 - 1973年2月3日）は、朝鮮独立運動家、大韓民国の政治家。号は「勤農」(朝鮮語: 근농)。本貫は咸陽呂氏。独立運動家、政治家の呂運亨は兄。
太平洋戦争終結後の1945年8月、朝鮮建国準備委員会に参加した。1946年に朝鮮人民党を離党して社会民主党を結党し、左右合作運動を推進した。大韓民国の建国後は国会議員を2期務めた。

## 生涯

### 朝鮮解放前

#### 青年期
呂運弘は京畿道楊平郡楊西面の裕福な家に生まれた。父・呂鼎鉉（？〜1906年）の2男2女の次男である。
1909年にソウルの中央中学校を卒業し、1911年に儆新学校を卒業すると1913年にアメリカに留学した。留学前に兄の呂運亨は安昌浩の演説に影響されて朝鮮独立運動に身を投じた。同年9月1日に横浜に到着し天洋丸に乗って9月16日にサンフランシスコに到着した。その後オハイオ州にあるウースター大学に入学した。1918年にウースター大学を卒業し、プリンストン大学神学院に進学し、ギリシャ語を学んだ。

#### 独立運動
1918年にアメリカのウッドロウ・ウィルソン大統領が発表した十四か条の平和原則に民族自決を記載すると、一時プリンストン大学の教授だった彼に会うべく、大学教授と牧師から紹介状を貰いホワイトハウスを訪れるが、秘書に面談を拒否されたため適わなかった。
1918年にプリンストン大学を中退し、1919年にハワイ、東京を経由して帰国した。東京では日本に留学していた金性洙、宋鎮禹、尹致暎らに在米同胞の現況と独立資金調達の現状を教えた。崔南善、李商在らと連絡を取った後、中国上海に渡った。
三・一運動の直前に帰国したが、1919年4月に上海で樹立された大韓民国臨時政府については、同政府内の派閥闘争に落胆したという。大韓民国臨時議政院が開設されると議員に選出された。
1919年6月にフランスで開催されたパリ講和会議に金奎植らとともに新韓青年党代表団の一員として参加した。日本の妨害を受けながらも3月13日にパリに到着した。しかし列強各国が朝鮮独立の請願を無視したことに失望し、金奎植とアメリカに渡った。
1920年に上海の朝鮮人学校である仁成学校の校長に就任し、学業の維持・発展のための資金調達活動を行った。仁成学校は朝鮮解放後も在上海韓国人のために存続したが、生徒数の減少により1980年に廃校となった。同年4月には臨時政府大統領の李承晩から孫文に密書を送るため広州に派遣された。同年9月に朝鮮人居留民団議員に選出された。
1921年9月に帰国した。日本警察に逮捕されたが嫌疑不十分で釈放された。1922年から1925年まで普成専門学校の英文学教授を務めた。1927年にアメリカのミシン製造会社シンガーに入社し、シンガポールに赴任した。1940年にレストラン「百合苑」を取得し運営した。

#### 太平洋戦争勃発
1941年に太平洋戦争が勃発すると戦争支援の為に結成された朝鮮臨戦報国団に参加した。李光洙、金東煥らと戦争支持の講演を行ったり、月発誌『朝光』1942年2月号に内鮮一体を支持する論文を寄稿した。同年12月には毎日新報主催の「大東亜戦争の展望」座談会に参加した。1943年11月には京城府鍾路で志願兵の勧誘活動を行った。その後1945年まで京畿道楊平郡で蟄居した。

### 朝鮮解放後
1945年8月15日に日本が敗戦すると、兄の呂運亨、安在鴻らと朝鮮建国準備委員会を結成し、朝鮮人民党に参加し政界に進出した。呂運亨は朝鮮総督府政務総監の遠藤柳作から朝鮮に進駐するのはソ連軍だと聞かされていたが、9月に進駐したのはアメリカ軍だった。同年9月8日に仁川に上陸した米軍軍政長官ジョン・リード・ホッジに面会を申し入れたが実現しなかった。
1946年に結成された民主主義民族戦線に参加し外交対策専門委員会委員として活動した。同年5月に朝鮮共産党を非難し、朝鮮人民党を離党した。曺奉岩が朴憲永を非難する書簡が報道されてから2日後のことだった。5月9日にソウル中央放送局から朝鮮人民党離党声明を発表した。声明で曺奉岩の手紙で、朝鮮共産党の極左的謀略が暴露されたと主張し、朝鮮人民党が党内の不純分子の策動により独自路線を喪失し、共産党の前衛的な役割を担っていると非難し、新党結成を発表した。
1946年5月11日には94人が朝鮮人民党を離党した。後に結成される社会民主党は、朝鮮人民党の離党者を中心とした中道政党である。この集団離党の背景には呂運亨と朴憲永の左派勢力を弱体化させるための米軍軍政当局の謀略があった。

#### 左右合作
呂運弘は1946年5月に社会民主党を結成し党首に就任した。中道左派を支持しており、8月3日に開催された結成式には李承晩が参加し祝辞を述べた。以降は呂運亨、金奎植と共に左右合作運動に参加した。
1946年10月に南朝鮮過渡立法議院が設立されると、12月に軍政当局から議員に選ばれた。
1947年7月19日に兄の呂運亨が暗殺された後も金奎植と共に左右合作運動、南北交渉を進めたが、12月に左右合作委員会が解散してからは金奎植系列で政治活動を行った。民族自主連盟が結成されると中央執行委員に就任した。

#### 南北交渉
1948年1月には民族自主連盟総務局長に就任した。金奎植、金九などと南北交渉に参加した。南北連席会議の起草委員会に補選された。平壌で開催された会議で朴憲永がアメリカを「帝国主義者」、5.10単独選挙の参加者を「売国奴」と批判すると呂運弘は激怒し、修正するように抗議した。しかし朴憲永はこれに応じず、多数決で可否を決定しようとした。草案は満場一致で通過したため、ソウルに再び戻れない恐怖を抱いた呂運弘は一切の発言、採決を棄権した。その後は消極的に参加し1948年5月に帰国した。帰国後に統一問題の自主的解決を目指した統一独立促進会の中央執行委員に就任した。

### 大韓民国建国後
1950年5月30日に行われた第2代総選挙で京畿道楊平郡から出馬し当選した。1954年に行われた第3代総選挙でソウル特別市鍾路区乙から出馬したが、落選した。その後自由党宣伝部長に就任し、1960年に行われた第5代総選挙で参議院議員にトップ当選した。

#### 第2共和国時代
1950年5月30日に参議院議員に当選し登院した。その後朝鮮民主主義人民共和国（北朝鮮）との平和的な統一のための交渉を開始しなければならないと主張した。1961年1月には南北統一の最初のステップとして、金枓奉元最高人民会議常任委員会委員長、崔庸健最高人民会議常任委員長、洪命熹副首相らを韓国に招待するべきと主張した。これに対し張勉総理は正式に提案したのであれば問題視せざるを得ないと発言した。
1961年に日本を訪問し、終戦時に朝鮮総督府政務総監であった遠藤柳作に、なぜソウルにソ連軍が進駐すると言ったのか尋ねたところ、遠藤は内務省から来た電報に朝鮮が分断統治されるとあったと答えた。同年5月16日に朴正煕が起こした5・16軍事クーデターの後に議員を辞職した。

#### 第3共和国時代
1963年に自由民主党指導委員に就任したが、同年に民主共和党が結党されると自由民主党を離党して民主共和党に入党し、顧問などを歴任した。尹致暎、朴正煕の顧問に就任したが、軍政延長に反対する野党から批判された。
その後、兄呂運亨の一代記『夢陽 呂運亨』を出版した。1968年には呂運亨追悼会を設立し、尹致暎、朴正煕を顧問に招聘した。1970年代には北朝鮮に特派記者が派遣されると聞いて、北朝鮮にいる甥たちに会うために特派記者になると懇願したが受け入れられなかった。
1971年に民主共和党選挙対策委員会の顧問に就任した。
1973年2月3日に老衰で死去した。京畿道楊平郡楊西面にある生家の近くに埋葬された。

## 死後
2008年に左派団体の民族問題研究所は、1940年代に日本を支持する論文を雑誌に寄稿したことや、講演会で日本に協力したことをもって呂運弘を『親日人名辞典』に収録した。